# Краснокурсантская площадь
Краснокурса́нтская площа́дь (до 1922 года либо до 12 августа 1924 года — Каде́тский плац, в XIX веке — Каде́тская пло́щадь, плац Каде́тских Корпусо́в) — площадь в Юго-Восточном административном округе города Москвы на территории района Лефортово.

## История
Площадь получила современное название по размещавшимся в Екатерининском дворце курсам красных командиров. До 1922 года (по другим данным — до 12 августа 1924 года) площадь называлась Каде́тский плац, в XIX веке носила названия Каде́тская пло́щадь, плац Каде́тских Корпусо́в по плацу, возникшему при императоре Павле I, и располагавшимся в Екатерининском дворце кадетским корпусам.

## Расположение
Краснокурсантская площадь представляет собой прямоугольник, вытянутый с юго-запада на северо-восток и ограниченный с северо-востока Энергетической улицей, с юго-востока и с северо-запада — двумя проезжими частями 1-го Краснокурсантского проезда, с юго-запада — Танковым проездом. К южному углу Краснокурсантской площади с юго-запада примыкает улица Золоторожский Вал, с юго-востока — проезд Завода Серп и Молот, между проездом Завода Серп и Молот, улицей Золоторожский Вал и Краснокурсантской площадью расположена площадь Проломная Застава. С северо-запада на юго-восток площадь посередине пересекает Красноказарменная улица, на площади к северо-востоку от Красноказарменной улицы расположен Краснокурсантский сквер с памятником воинам Внутренних войск, памятником летчикам французского авиаполка «Нормандия-Неман» и памятником-бюстом Дзержинскому, к юго-западу — парк Казачьей славы с памятником атаману Матвею Платову.

## Примечательные здания и сооружения
- Памятник атаману Матвею Платову — в юго-западной части площади;
- памятник воинам Внутренних войск — в северо-восточной части площади;
- памятник летчикам французского авиаполка «Нормандия-Неман» — в северо-восточной части площади;
- памятник-бюст Дзержинскому — в северо-восточной части площади.

## Транспорт

### Автобус
- 730: по Красноказарменной улице от 1-го Краснокурсантского проезда до юго-восточной границы площади, по Энергетической улице от юго-восточной границы площади до 1-го Краснокурсантского проезда.
- т24: по Красноказарменной улице от 1-го Краснокурсантского проезда до юго-восточной границы площади и обратно.

### Трамвай
- 24: по Красноказарменной улице от 1-го Краснокурсантского проезда до юго-восточной границы площади и обратно.
- 37: по Красноказарменной улице от 1-го Краснокурсантского проезда до юго-восточной границы площади и обратно.
- 43: по Красноказарменной улице от 1-го Краснокурсантского проезда до юго-восточной границы площади и обратно.
- 50: по Красноказарменной улице от 1-го Краснокурсантского проезда до юго-восточной границы площади и обратно.

### Метро
- Станция метро «Лефортово» Большой кольцевой линии — северо-восточнее площади, на пересечении Солдатской улицы с 1-м Краснокурсантским проездом и Солдатским переулком, на Солдатской улице у примыкания к ней Наличной улицы.
- Станции метро «Площадь Ильича» Калининской линии и «Римская» Люблинско-Дмитровской линии (соединены переходом) — юго-западнее площади, на площади Рогожская Застава на пересечении улиц Золоторожский Вал и Рогожский Вал с Международной улицей, Рабочей улицей, улицей Сергия Радонежского, Школьной улицей и бульваром Энтузиастов.

### Железнодорожный транспорт
- Платформа «Серп и Молот» Горьковского направления МЖД — юго-западнее площади, на пересечении Среднего Золоторожского переулка и улицы Золоторожский Вал.